# Gundolsheim
Gundolsheim (en alsacià Gungelse) és un municipi francès, situat a la regió del Gran Est, al departament de l'Alt Rin. L'any 2005 tenia 708 habitants.

## Demografia
| 1962 | 1968 | 1975 | 1982 | 1990 | 1999 |
| ---- | ---- | ---- | ---- | ---- | ---- |
| 406  | 461  | 473  | 523  | 563  | 605  |

## Administració
| Període | Identitat       | Partit |
| ------- | --------------- | ------ |
| 2001-   | Didier Violette |        |

## Galeria d'imatges

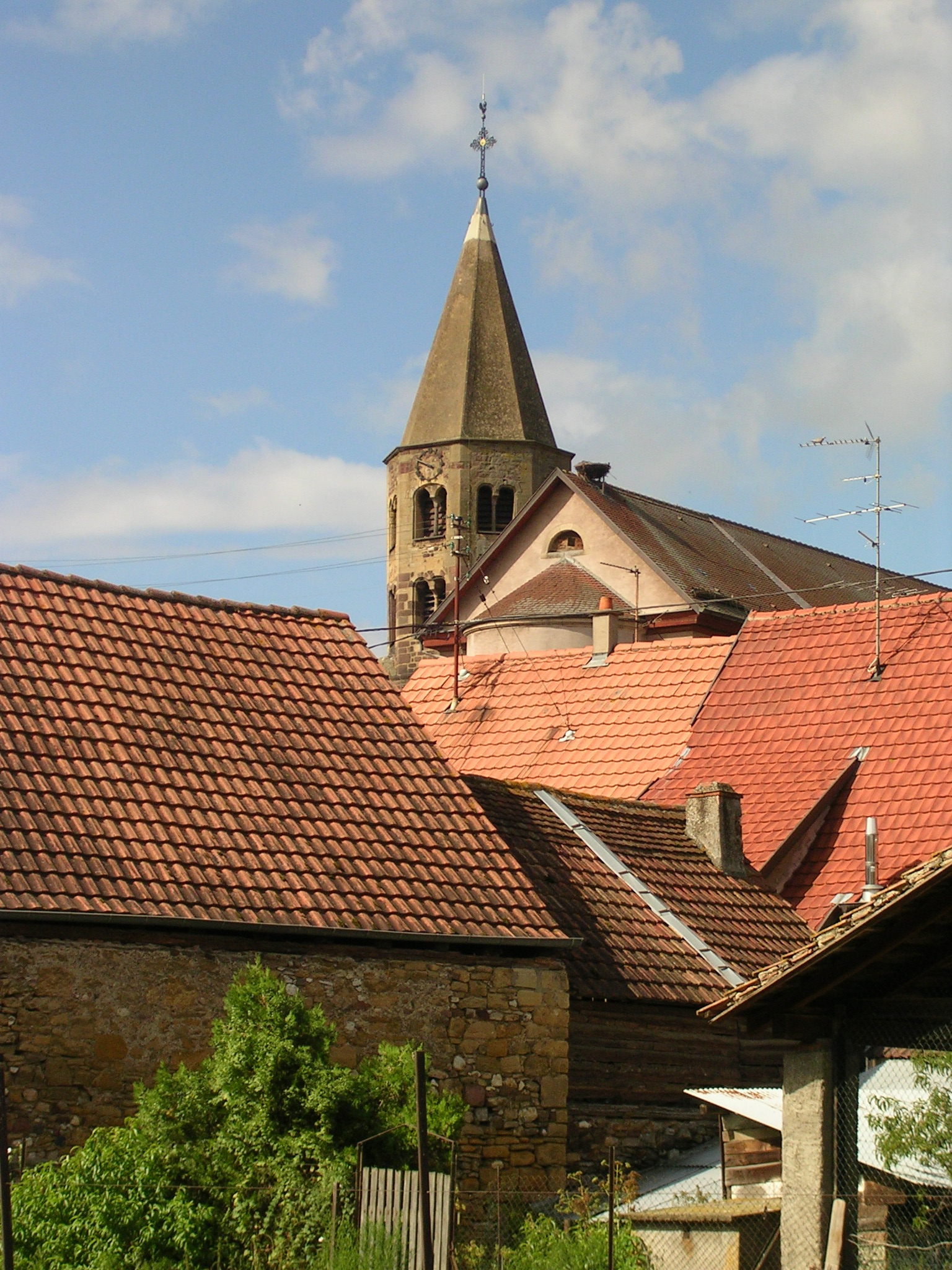
Església Saint-Agathe de Gundolsheim
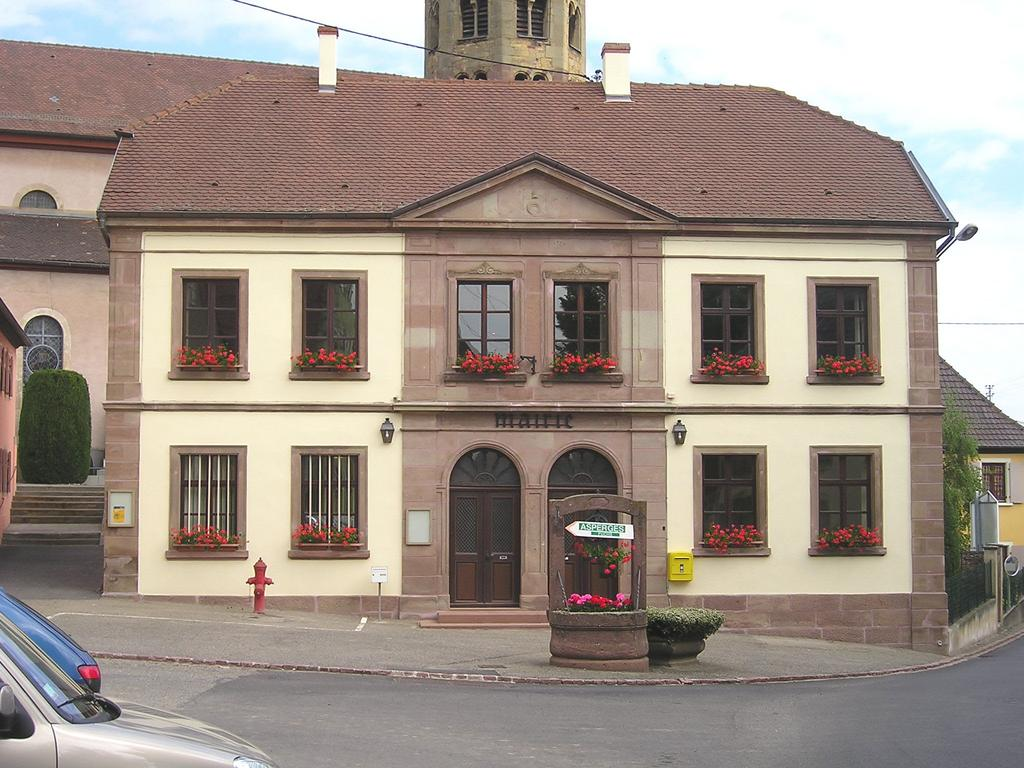
Alcaldia de Gundolsheim
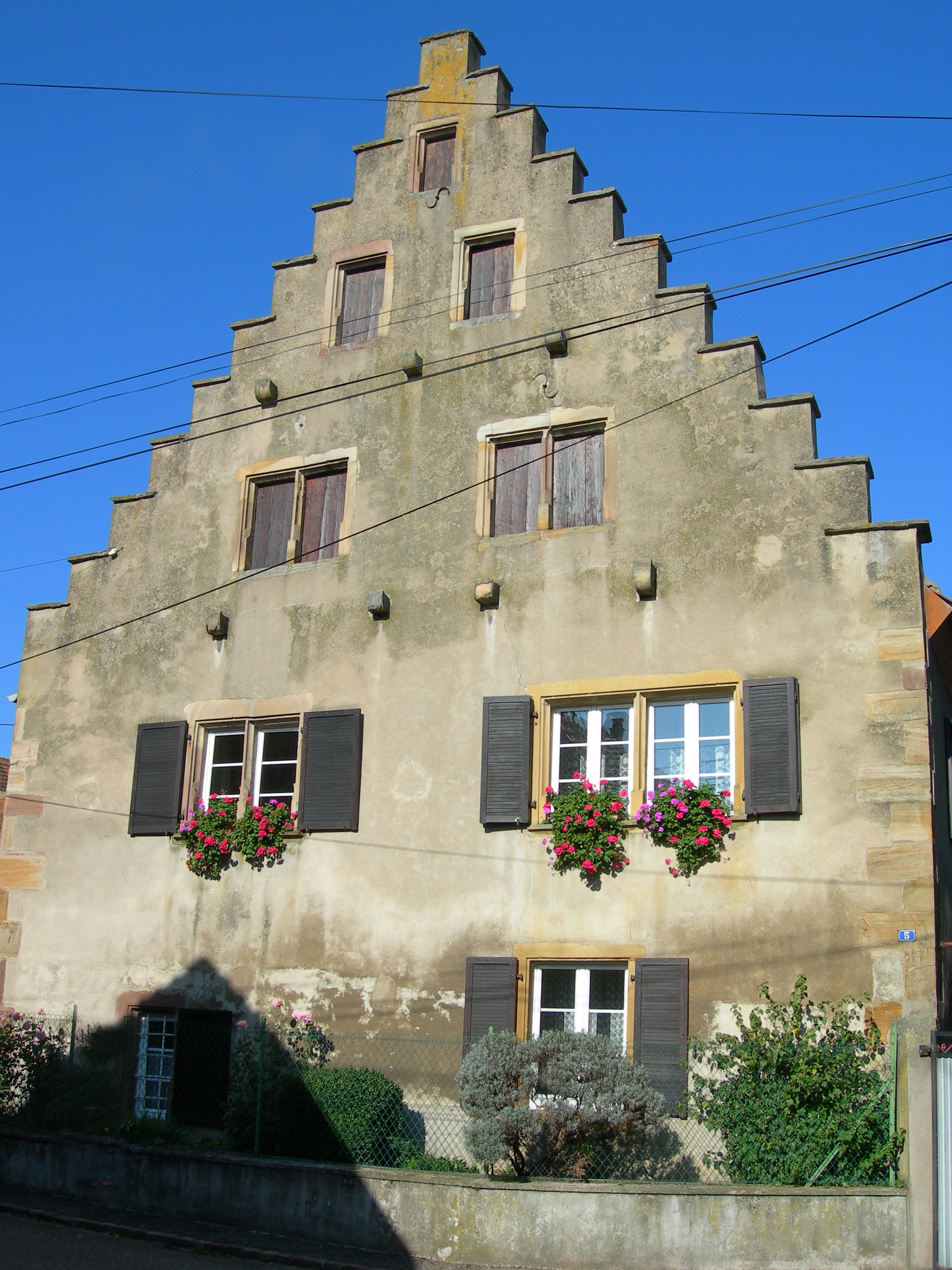
Mansió al costat de l'Església